# Нефилимы
Нефили́мы или исполи́ны (ивр. נפילים‎ — «падшие») — библейские персонажи, упоминаемые в Пятикнижии (первые пять книг Ветхого Завета). 
По мнению некоторых богословов, были сынами Сифа, за праведный образ жизни именуются сынами Божьими, после смешения с дочерьми Каина от них родились гиганты. Существовала также версия, изложенная в апокрифах, что это были существа, родившиеся от союзов ангелов («бней Элохим», сыновей Всевышнего) со смертными женщинами. По другой версии, нефилимы были жестокими великанами, жившими во дни Ноя. Они рождались в результате половых связей злых ангелов с женщинами. В Библии рассказывается, что «сыновья истинного Бога (Иов. 1:6; 2:1; 38:7) начали обращать внимание на человеческих дочерей, на то, что они красивы» (Быт. 6:2). Этими сыновьями Бога были духовные создания, которые восстали против него. Они покинули «подобающее им жилище» на небе, облеклись в человеческие тела и «стали брать себе в жёны всех, кого выбирали» (Иуд. 1:6; Быт. 6:2). Вследствие таких противоестественных отношений на свет появлялись гибридные существа, которые не были обычными детьми (Быт. 6:4). Нефилимы были огромными, злыми великанами, которые наполнили землю насилием (Быт. 6:13). В Библии говорится, что это были «сильные люди, знаменитые в древние времена» (Быт. 6:4). Они были известны своей жестокостью, и другие люди стали брать с них пример (Быт. 6:5; Чис. 13:33).

## Этимология
Согласно Роберту Альтеру, единственным очевидным значением этого термина на иврите является «падший» — возможно, «те, кто произошли от царства богов»; но тогда это слово может, по-видимому, отражать совершенно другой, нееврейский фон. В русском Синодальном переводе это название передано как «исполины». В русском Переводе нового мира сохранено слово «нефилим» (Быт. 6:4). В чешских переводах Библии «нефилим» передаётся как obří (обры) или bohatýři (богатыри). В некоторых переводах Библии слово «нефилим» трактуется также как «гиганты» или «титаны». Иногда отождествляются с рефаимами — доеврейским населением Израиля, отличительной особенностью которых был большой рост.

## Описание
Слово «нефилимы» упоминается в канонических и апокрифических книгах Ветхого Завета:

### Бытие
Когда люди начали умножаться на земле и родились у них дочери, тогда сыны Божии увидели дочерей человеческих, что они красивы, и брали их себе в жёны, какую кто избрал. И сказал Господь: не вечно Духу Моему быть пренебрегаемым человеками [сими], потому что они плоть; пусть будут дни их сто двадцать лет. В то время были на земле исполины, особенно же с того времени, как сыны Божии стали входить к дочерям человеческим, и они стали рождать им: это сильные, издревле славные люди.
— Быт. 6:2—4

### Берешит Рабба
В мидраше «Берешит Рабба» говорится, что имелось семь имён:
- Нефилим (падшие)[6] — ибо привели к падению (гепилу) мира, и выпали (нафлу) из мира, и наполнили мир выкидышами (нефалим) от своего блуда.
- Эймим (пугающие)[7] — ибо страх пред ними (эйматам) одолевал всякого.
- Рефаим (духи или мертвецы)[8] — ибо каждый, кто видел их, размякал (нирпа), как воск.
- Гиборим[6] — рабби Аба от имени рабби Йоханана сказал: Мозг бедренной кости их был длиной в 18 локтей (а вес наполняющего кость мозга 18 весовых мер).
- Замзумим[9] — сказал рабби Йосе, сын рабби Ханины: Великие искусники в войне. (От слова замам (умысел), к которому писание прибегает, когда говорит о решении выйти на бой — исполины часто замышляли войну и вели её успешно.)
- Анаким (великаны)[10] — ибо великое множество ожерелий (анаким) было на их шеях (анаким). (Слова анак (великан) и анак (шея) являются омонимами.) Рабби Аха сказал: ибо подвешивали они на шеях (онким) колесо солнца и говорили: пролей нам дожди! (Исполины были солнцепоклонниками и просьба о дожде была обращена к солнцу как молитва. Или же — они были столь высоки, что, потянувшись, могли достичь шеей траектории движения солнца и потому обращали своё требование о дождях к небожителям как угрозу.)
- Авим[11] — ибо опустошили они мир, и был опустошён мир от них, и привели они к опустошению мира, подобно сказанному: «В руины (ава), руины, руины Я превращу его» (Йехезкель 21:32). Сказал рабби Эльазар, сын рабби Шимона: Ибо были знатоками земли, подобно змее, а в Галилее называют змею (хивья) — ивья.

### Числа
там видели мы и исполинов, сынов Енаковых, от исполинского рода; и мы были в глазах наших пред ними, как саранча, такими же были мы и в глазах их.— Чис. 13:34

### Книга Еноха
И случилось, — после того как сыны человеческие умножились в те дни, у них родились красивые и прелестные дочери. И ангелы, сыны неба, увидели их, и возжелали их, и сказали друг другу: «давайте выберем себе жён в среде сынов человеческих и родим себе детей»! Они зачали и родили великих исполинов, рост которых был в три тысячи локтей.
— Енох.2:1,2,9

### Сирах
Не умилостивился Он над древними исполинами, которые в надежде на силу свою сделались отступниками;
— Сир. 16:8

### Книга Зоар
«Исполины были на земле» — это Аза и Азаэль, потому что поверг их Творец, низведя с уровня вечной святости. Сказано о них: «И птицы да летают над землёй». Они представляются людям в виде людей. Но как же они могут изменять свой вид, принимая образ человека? Они принимают несколько образов, и в час, когда опускаются в этот мир, они облачаются в воздух этого мира, и кажутся людьми.
Творец поверг с небес Азу и Азаэля, затеявших мятеж наверху, и они приняли земное облачение, существуя в этом облачении и не имея возможности освободиться от него, вернувшись на своё место, подобно остальным ангелам, и поэтому остались на земле. А затем они начали увиваться за женщинами мира. И доныне, до сего дня, они живут и существуют, обучая колдовству людей. И они порождали сыновей, которые назывались великанами и богатырями. И эти исполины называются также ангелами (бней элоким — сыны Божии).
— Книга Зоар, гл. Берешит, п.423-425

## Интерпретации

### Происхождение
В книгах Библии нет прямых и однозначных указаний на то, кем именно были «Сыны Божьи» (ивр. בני האלהים‎, бне́й ѓа-элоѓи́м) и «дочери человеческие» (ивр. בנות האדם ‎, бнот ѓа-адам). Поэтому в мире существует несколько основных версий о них.
- Существа, родившиеся от союзов ангелов («бней Элоким», сыновей Всевышнего) со смертными женщинами («бнот Адам», дочерями человеческими), красотою которых они пленились. Эта версия изложена в книге Еноха и книге Юбилеев. Так считали Филон Александрийский и Иосиф Флавий.

И Уриил сказал мне: «Здесь будут находиться духи ангелов, которые соединились с жёнами и, принявши различные виды, осквернили людей и соблазнили их, чтобы они приносили жертвы демонам, как богам, — будут находиться именно в тот день, когда над ними будет произведён великий суд, пока не постигнет их конечная участь». — Енох.4:24
- Сыны Божьи — это люди, мужские потомки праведного Сифа, а дочери человеческие — женские потомки Каина; (так считали Иоанн Златоуст, Ефрем Сирин, блаженный Феодорит, Кирилл Иерусалимский, Иероним, Августин и др.).
- По мнениям христианских мыслителей, существующим в Православной Церкви, есть две доминирующие версии, кто такие «сыны Божии»[13]: одна — это потомки (мужчины и женщины) Сифа (или сифиты), а «дочери человеческие» — это потомки (мужчины и женщины) Каина (каиниты). Такой версии придерживались, например, святители Иоанн Златоуст, Кирилл Иерусалимский, христианский мыслитель II века Юлий Африкан. При этом Всевышний Господь показал будущим поколениям, что браки между ними незаконны. Поэтому Он сделал так, что от этих браков рождались исполины, то есть великие в телосложении и грехе. Другая версия - сыны Божии - это падшие Ангелы. И эта версия имеет также большое количество последователей как в иудаизме, так и в раннем христианстве:  Христианский апологет мученик Иустин Философ, иудейский историк Иосиф Флавий, Филон Александрийский, такие источники как апокриф Книга Еноха (Енох - апостол из 70), апокрифические «Книга Юбилеев» и «Завет двенадцати патриархов». Древнехристианские источники первых веков более едины в своем мнении. Разночтения возникли после начала споров о Сыне Божием - Христе, Его природах. Каким образом после Великого Потопа появлялись великаны - неизвестно, возможно, какая-то наследственность, но в Библии встречаются еще упоминания о невероятно высоких людях, но еврейский народ, как носитель истинной веры, искореняет их (Ог царь васанский (Втор. 3:11), Голиаф и другие)[источник не указан 2986 дней]. Единого взгляда на этот счет не существует. Вопрос относится к загадкам истории и библейских толкований.
- В Талмуде есть вариант толкования, что «сыны Божьи» — сыновья господ, знатных людей, а «дочери человеческие» — это дочери простолюдинов, крестьян.
- «Сыны Божьи» — это вообще любые праведные люди, верующие в Бога, а «дочери человеческие» — грешные женщины-язычницы.

### Рост
Распространено мнение, что нефилимы были громадного роста. Косвенное указание на рост нефилимов дано в книге Второзаконие (3:11): «одр железный», — ложе Ога (относящегося к нефилимам) имело размеры в 9 локтей в длину и 4 локтя в ширину (4,05 на 1,80 метров). В других священных ветхозаветных книгах также упоминаются люди необычайно большого роста: Втор. 2:10, 11, 2:20, 21; Нав. 12:4, 13:12.
В апокрифической книге Еноха рост нефелимов был невероятно огромен — «Они зачали и родили великих нефелимов, рост которых был в три тысячи локтей».
Описание роста Амореев из книги по иудаизму (135 г. н. э.):

Нечестивый император Адриан, который завоевал Иерусалим, хвастался: "Я завоевал Иерусалим с великой силою. Рабби Иоханан бен Заккаи говорит ему: «Не хвались. Если бы не воля Божья, вы бы не завоевали его». Рабби Иоханан взял Адриана в пещеру и показал ему останки Амореев, которые были похоронены там. Один из них измеряется 18 локтей в высоту. Он сказал: «Когда мы были достойны, такие люди были разбиты нами, но теперь, за грехи наши, вы победили нас»